# Stichter See
Der Stichter See ist ein Binnensee in der Lüneburger Heide (Südheide) südlich von Neuenkirchen im Landkreis Heidekreis, Niedersachsen.

## Typ und Entstehung
Der Stichter See ist ein saures, relativ nährstoffarmes natürliches Gewässer und entstand durch Windausblasung vor allem in der Weichsel-Kaltzeit, die vor etwa 11.000 Jahren zu Ende ging. Im Untergrund des Sees verhindert eine lehmige Grundmoränenlage aus der vorangegangenen Saale-Kaltzeit, dass das Wasser versickert. Ein solcher Seetyp wird als Schlatt bezeichnet, in der Region als Flatt. 
Bei hohem Wasserstand entwässert der Stichter See nach Nordosten in ein Grabensystem, das das oberste Quellgebiet der Bomlitz darstellt. Im Südwesten ist der See großflächig verlandet. Noch um 1900 galt er mit gut 6 Hektar Fläche (mit Inseln 8,5 ha) als der größte natürliche See der Lüneburger Heide.

## Erholung und Naturschutz
Der See wird zumeist für die Naherholung genutzt; hierfür gibt es allerdings Einschränkungen. Nur am Nordufer sind Baden und Eislaufen auf eigene Gefahr erlaubt, nicht jedoch das Baden von Hunden, Reiten, offenes Feuer, Zelten und laute Musik. Gekennzeichnete Radwege führen am Seeufer vorbei. 
Der heute noch etwa 2,5 ha große See mit seiner etwa dreieckigen Grundfläche und das etwa 140 Hektar große FFH-Gebiet Riensheide sind Bestandteil des 2013 eingerichteten Naturschutzgebietes Riensheide mit Stichter See und Sägenmoor.
Die Behörden versuchen, ein Miteinander von Naturschutz und Erholungssuchenden zu ermöglichen.

## Bildergalerie

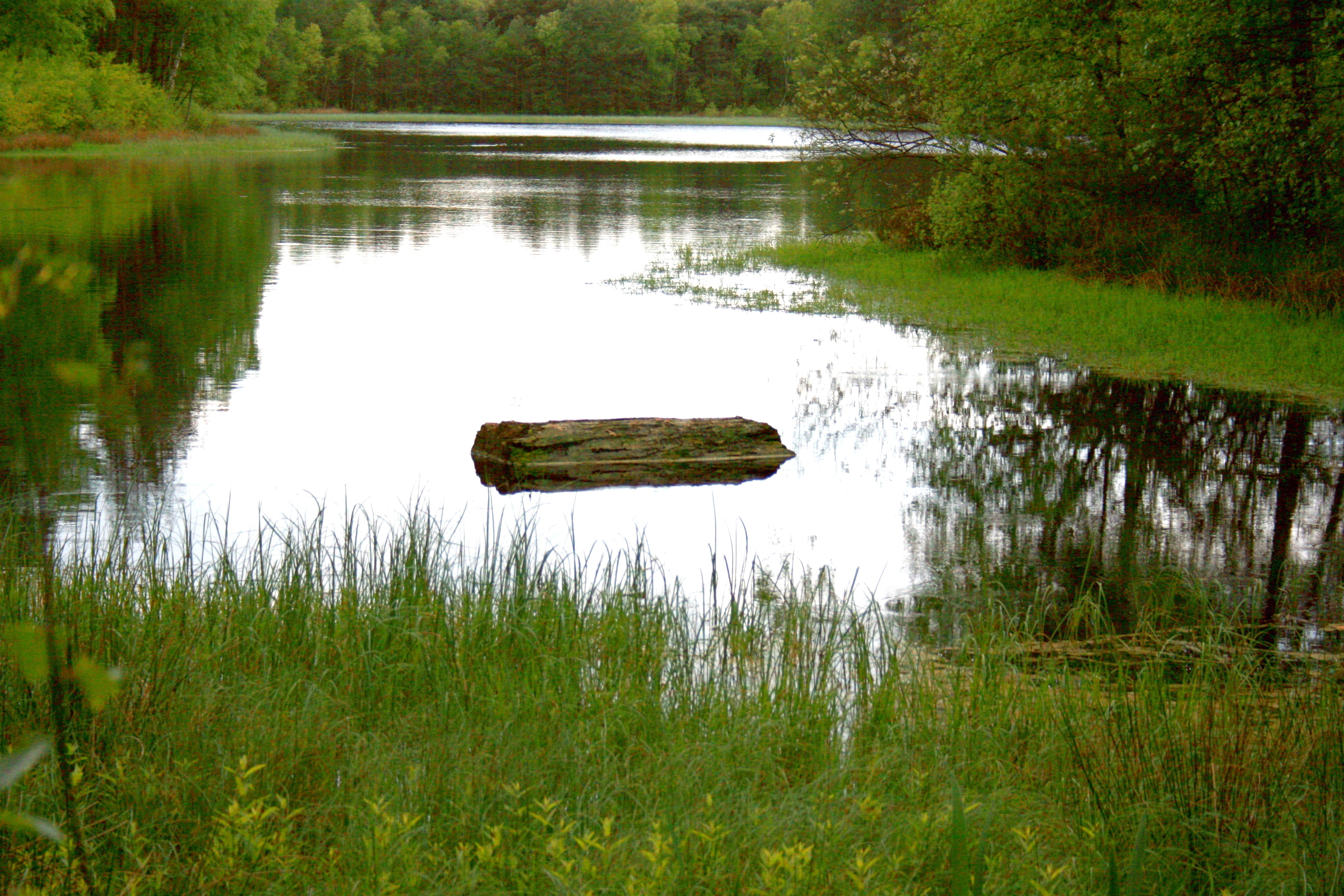
Stichter See mit Kunstobjekt im Wasser, Juli 2010
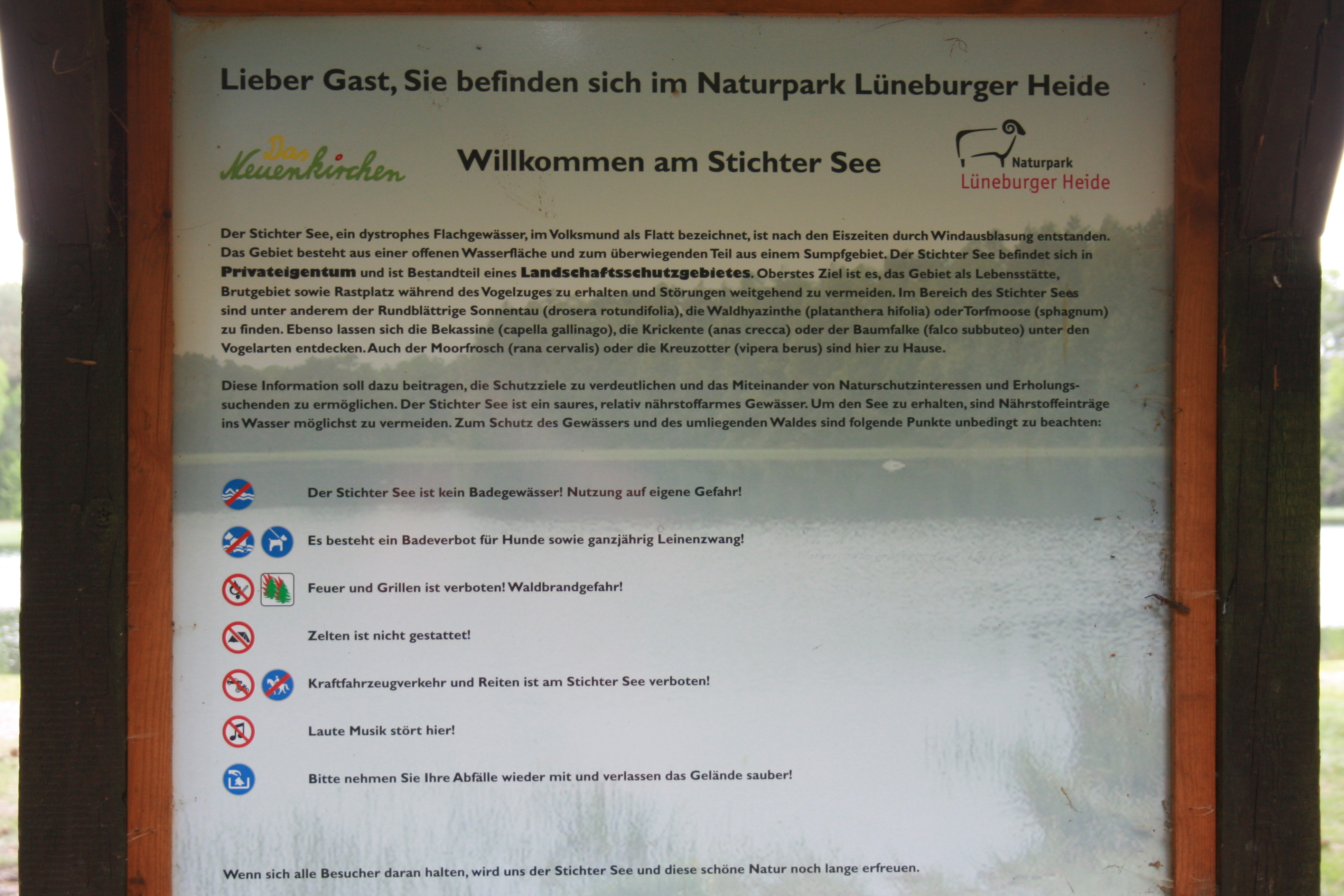
Infotafel am See, Juli 2010
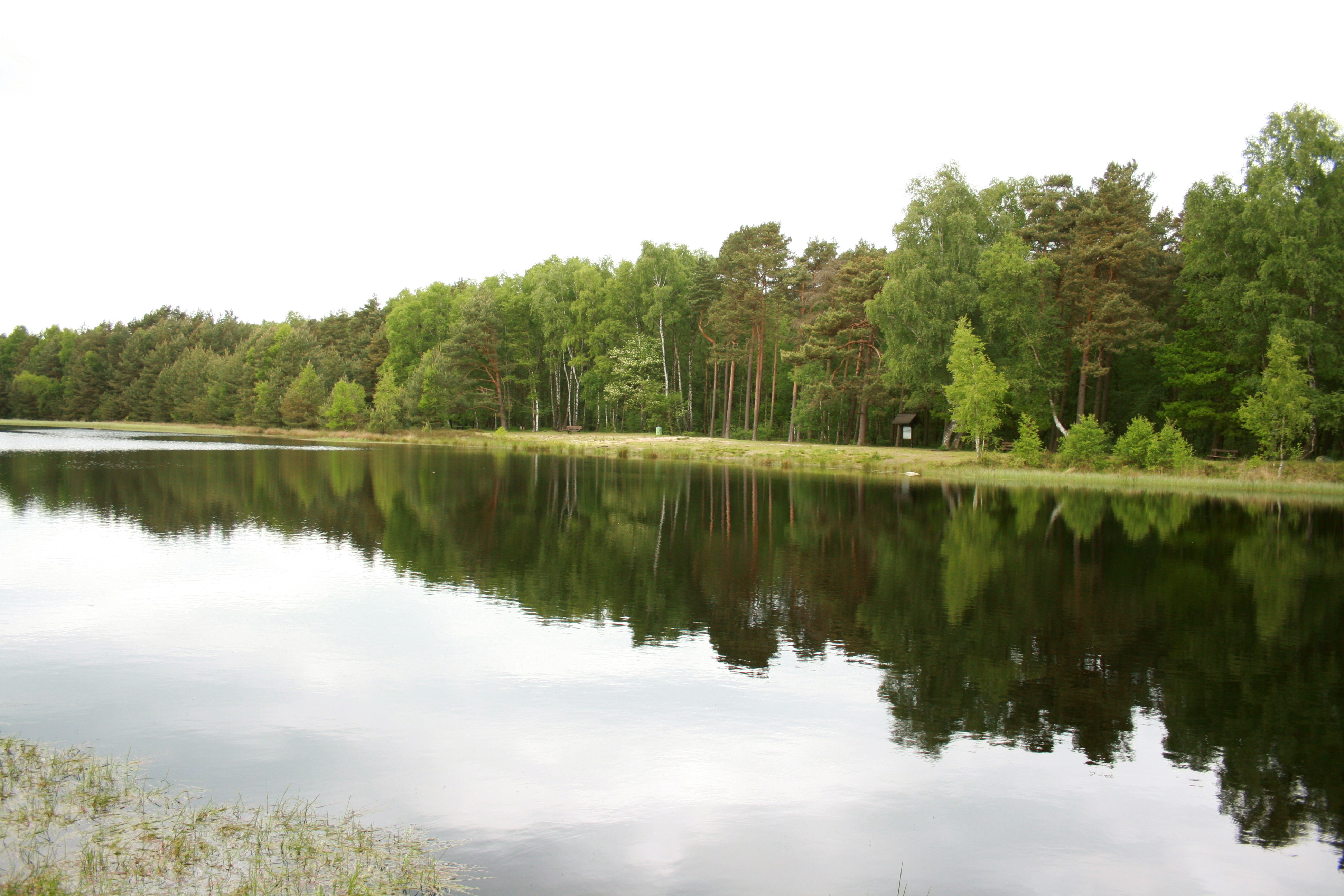
Wasserfläche mit Infotafel im Hintergrund am Ufer
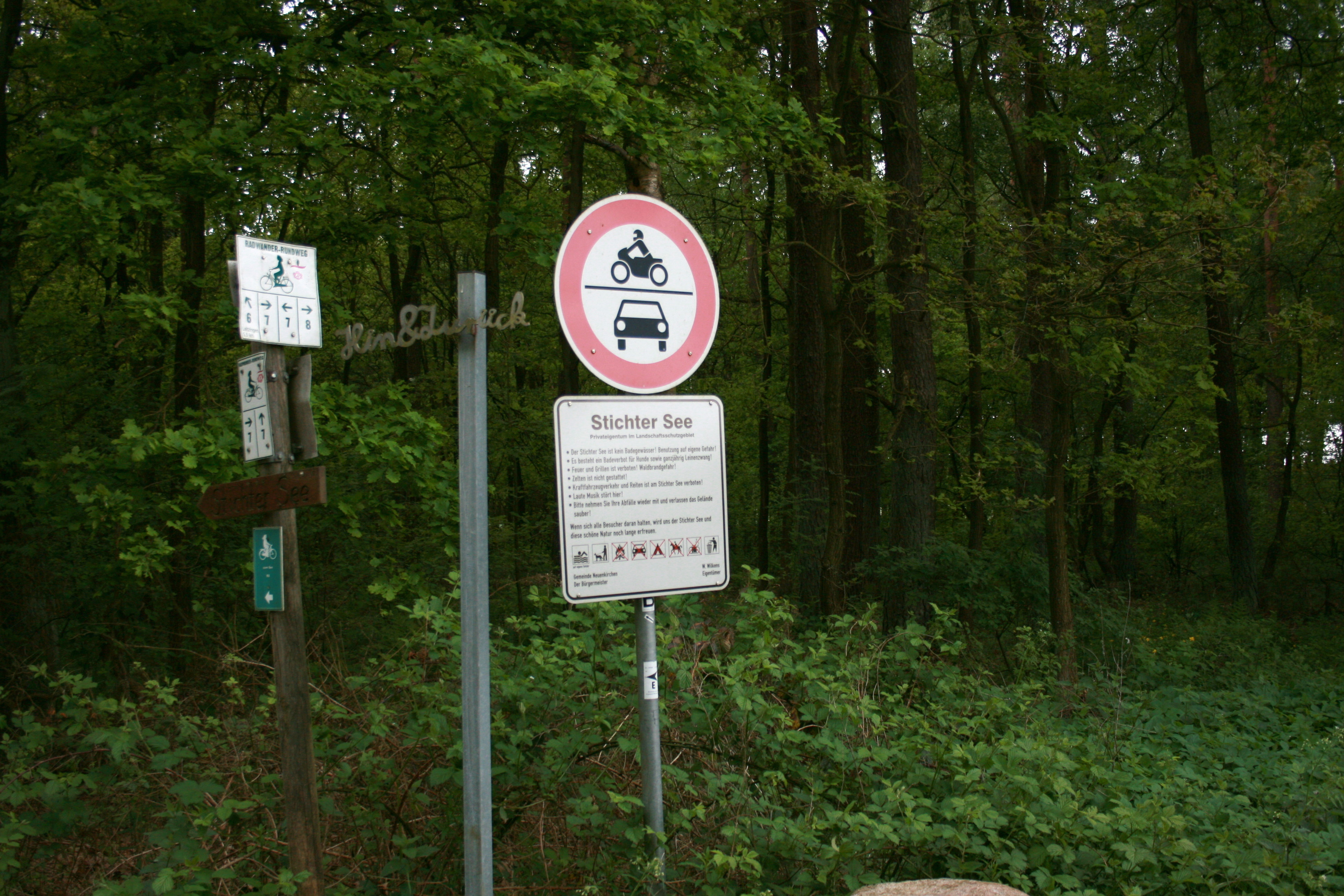
Beschilderung am See, Juli 2010
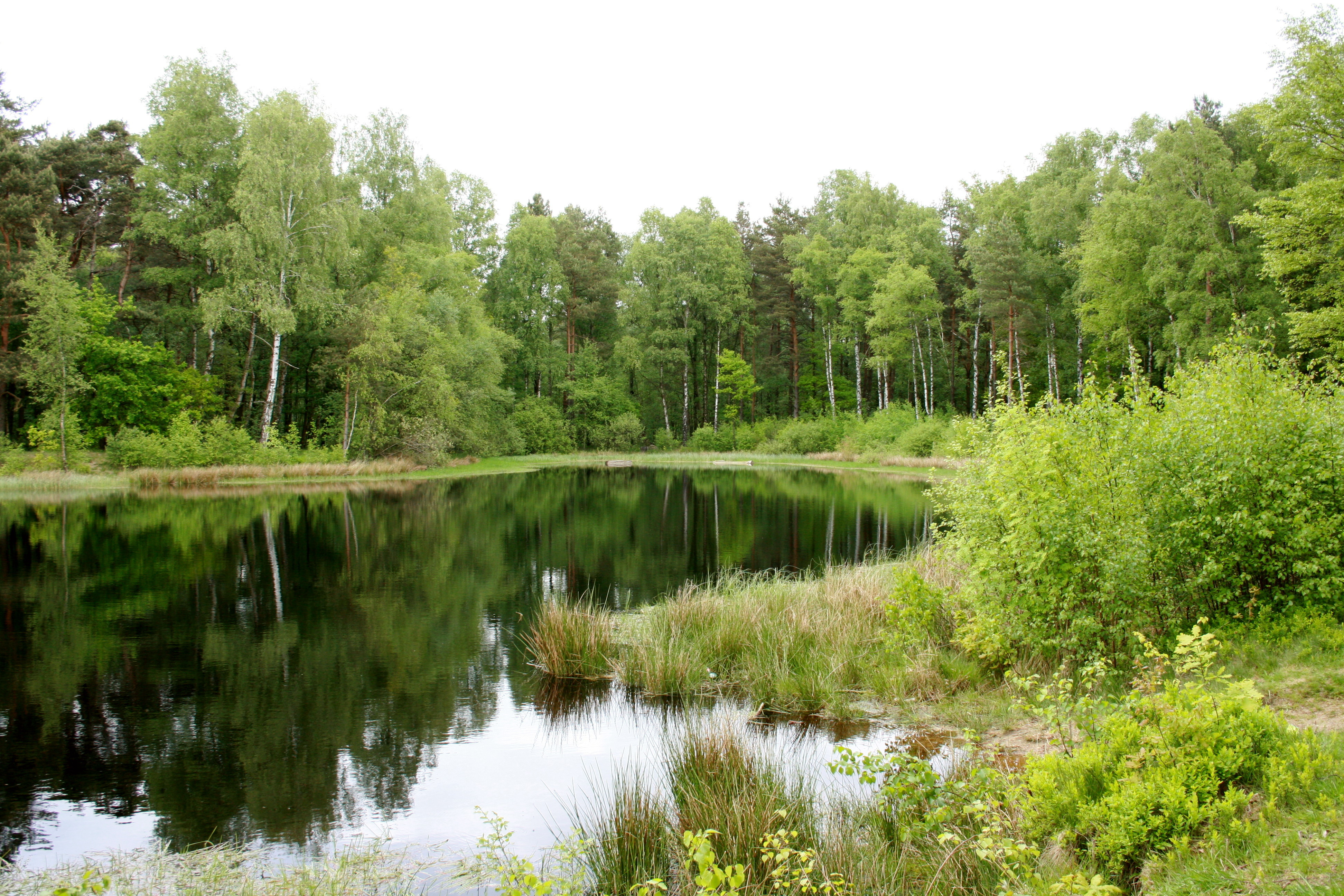
Stichter See, Nordostecke, Juli 2010